# Muhammad ibn `Ali al-Ḥakīm al-Tirmidhi
Al-Ḥakīm al-Tirmidhī (numele complet Abū ʿAbd Allāh Muḥammad ibn ʿAlī al-Ḥakīm al-Tirmidhī al-Ḥanafī, în arabă الحكيم الترمذي‎, m. 869) a fost un jurist (faqih) sunni și un păstrător al tradiției (muhaddith) din Khorasan, cunoscut ca unul dintre cei mai mari autori ai sufismului timpuriu. Mai este cunoscut și sub numele Abu Abdullah Muhammad bin Ali bin Hasan bin Bashir (în unele surse Bishr) Al Hakim al-Termizi, iar pe plan local este cunoscut ca Al-Termizi sau Termiz Ota („părintele orașului Termiz”). Nu trebuie confundat cu autorul uneia dintre colecțiile autorizate de hadith-uri, Muhammad Abū ʿĪsā al-Tirmidhī.
Informații despre viața sa și activitățile sale științifice și creative pot fi găsite în lucrările lui Taj ad-Din Subki (Tabakat Ash-Shafii'yya Al-kubro), Hatiba Baghdad (Tarih Baghdad), Ibn Hajara AskAlani (Lisan Al-Miyzan), Sulami (Tabakat As-Sufiyya) și în alte tratate.
Al Hakim al-Tirmidhi vorbește despre viața sa în lucrarea Bad'u Shaani Abu Abdullah („Începutul căutării lui Abu Abdullah”), publicată alături altă lucrare a sa, Hatm Al-Awliya („Sigiliul protectorilor”) la Beirut, în 1965, de către Yakh'ya Ismail Usman.

## Viața
Al-Ḥakīm al-Tirmidhī pare să se fi născut între 820 și 830 e.n. în Termez, Khorasan. Tatăl său a fost un cercetător al hadith-ului și un jurist, iar educația sa timpurie pare să fi fost foarte ortodoxă. A fost crescut ca un cercetător de hadith  și fiqh (lege), în școala islamică juridică hanefită ce era dominantă în teritoriile estice ale Islamului. Educația lui Tirmidhi nu a inclus științe non-islamice, așa cum ar fi stiințele naturale sau filosofia, ambele de influență grecească. Deși a învățat să utilizeze astrolabul, aceasta implicând cunoștințe de astronomie și matematică, scrierile sale nu prezintă influențe ale științelor naturale. Căutarea cunoașterii și rezultatele obținute i-au adus numele ”al-hakim” (înțeleptul). În urma unui vis considerat cu semnificație în care i s-a cerut să renunțe la astrolab, al Tirmidhi renunță la acesta. Cu toate acestea, cercetători contemporani îl consideră "primul sufi care a avut o anumită cunoaștere a învățăturilor metafizice și cosmologice ale grecilor”, ”teoretician minuțios și prolific”, cu ”anumite influențe elenistice”.
La vârsta de 28 de ani, al-Tirmidhi realizeaza pelerinajul (hajj) la Mecca și în drum vizitează Basra, un centru major de învățătură islamică în Irak. Experiența sa la hajj a fost deosebită, ca urmare la întoarcerea acasa învață pe de rost Coranul și începe să postească și să se roage intens. Și-a căutat un sfătuitor, dar fără succes. A auzit apoi despre ahl al-marifa, ”oamenii gnozei”, și obține o carte de Ahmad ibn Asim al-Antaki, discipol al dervișului irakian Harith al-Muhasibi (m. 857), care i-a dat informații despre riyadat al-nafs (disciplinarea de sine). Al-Tirmidhi și-a impus un program de auto-disciplină. S-a retras în izolare (khalwa) la casa sa și și-a format un obicei în a rătăci printre ruinele și mormintele din apropierea Termez-ului. Se pare că astfel și-a făcut cunoștințe cu interese similare. A continuat prin aplicarea conștientă a unor umilințe de sine, umilințe gândite să îi micșoreze prestigiul social (umblă desculț, îmbrăcat sărăcăcios, călărește un măgar prin piața publică, face lucruri pe care doar sclavii sau oamenii săraci le fac. Deși al-Tirmidhi recunoște că eforturile sale în acastă direcție nu au dat roade, atrage defăimarea din partea altor savanți religioși (ulama). Acuzele au fost de erezie, de corupere a oamenilor, pretenția de a fi un profet. Așa cum al-Tirmidhi recunoaște, aceste acuze și vorbe urâte au fost dincolo de ce ar fi putut să își imagineze. 
Al-Tirmidhi a fost în cele din urmă exilat din Termiz, datorită celor două cărți scrise Khatm al-Awliya (Sigiliul protectorilor) și Kitab al-Ilal (Cartea motivelor).
Al-Tirmidhi nu a intrat în conflict doar cu ulama, ci a criticat și alte mișcări contemporane sufite (sau proto-sufite) cum ar fi tradiția malamatiyya din Nishapur. Al-Tirmidhi discută o temă malamati fundamentală, concentrarea asupra defectelor ego-ului (nafs), subiect al învinuirii constante de către practicanții malamatiyya. Ca alternativă, el indică focalizarea asupra complexei ”cunoașteri a lui Dumnezeu” (al-ilm billah), menită să diminueze egoul și să revitalizeze inima (qalb).  
A fost numit ”psihologul sufismului”, deși nu a fost singurul din timpul său. Nu a folosit cuvântul sufi în operele sale, și nu a fost considerat un sufi de către toți exegeții tradiției de la Baghdad. De exemplu, Jafar al-Khuldi, cel ce a compilat scrierile sufi de la Baghdad, a fost unul dintre cei care nu l-au alăturat pe Al-Tirmidhi tradiției sufiyya.

## Opera
Aproximativ 80 de titluri formează opera lui Al-Tirmidhi, deși unele din ele sunt repetări, sub diferite titluri, ale unor lucrări anterioare, iar altele sunt considerate atribuiri eronate. Cu toate acestea, un număr considerabil de lucrări autentice rămâne în listă, acoperind domenii precum hadith-ul, teologia, mistica.   
Cea mai faimoasă din opera prolifică a lui Al-Tirmidhi este Khatm al-Awliya (”Sigiliul protectorilor”, sau ”Calea protectorilor” - cum mai este cunoscută). Lucrarea are o nuanță polemică, având în vedere momentul când a fost scrisă, moment în care tradiția sufi era la început și existau mai multe abordări în regiune. Una din temele disputate a fost cea a ”prietenilor lui Dumnezeu”, ”protectorilor” (awliya). Conceptul de wali este complex. El semnifică în același timp și pe cel care deține walaya (atribuția de protecție, calitatea de rudă apropiată, tutore, aliat, prieten, ajutător, gardian, oblăduitor, implicând și o anumită realizare spirituală - ”cel investit cu autoritatea divină” - walīyu l-Lāh, prietenul lui Dumnezeu). Alți mistici contemporani susțineau că protectorul (wali) își ascunde starea spirituală atinsă, dar al-Tirmidhi dezaprobă acest lucru.  
Al-Tirmidhi consideră ca protectorul nu trebuie să se ferească de a avea o viață activă în lume. Mai mult decât atât, protectorul chiar este recognoscibil printr-o serie de caracteristici. Nu este vorba nici despre abținere la comunicare cu ceilalți, nici despre auto-învinuire și dispreț (critică adusa tradiției malatiyya).  Pentru cei care se auto-învinuiesc, fiind decepționați de pulsiunile egoului, situația simultană de ”prieten al lui Dumnezeu” poate să apară în contrast, generând o stare de incompatibilitate, necesitatea retragerii din societate.   
Al-Tirmidhi consideră că adevărații protectori, cei care au atins o anumită stare de sfințenie, pot poseda și anumite semne, capacități mentale și spirituale remarcabile. Al-Tirmidhi avertizează însă că acest lucru nu trebuie să tenteze cel aflat pe cale să creadă că a ajuns la capătul căutării. Lupta descrisă e cea dintre ego (nafs), intelect (aql) și inimă (qalb). Egoul este atras de apetituri și pasiuni grosiere (hawa), percepții mentale legate de simțuri (dhihn). În schimb, qalb poate da o cunoaștere superioară rațiunii. În viziunea lui Al-Tirmidhi, intelectul se poate alia cu o cunoaștere intuitivă (marifa). Poziționarea aql este în cap, nafs este în abdomen. Aql și nafs se luptă în zona pieptului (sadr), cunoașterea intuitivă (marifa) este localizată în inimă. Al-Tirmidhi a afirmat faptul că devărații succesori ai Profetului Muhammad nu au fost califii sau descendenții ereditari, ci 40 de aleși, awliya Allah. În fapt, ierarhia spirituală descrisă de al-Tirmidhi este mult mai complexă, având 7 nivele. Nivelul de jos are 4000 de membri numiți maktumim (cei ascunși), deoarece caracteristica de a fi awliyii' nu este cunoscută nici măcar de ei. Al doilea nivel are 300 de membri, numiți akhydr (cei binevoitori). Al treilea nivel are 40 de awliyii' numiți abdiil (înlocuitori), al patrulea - 7 numiți abriir (cei îndatoritori), al cincilea - 4 numiți awtiid (stâlpi), al șaselea are  4 numiți nuqaba' (comandanți, lideri). Al șaaptelea nivel este ocupat de către qutb (pilonul central, axul), care este deținătorul celei mai mari autorități spirituale în cadrul awliya '. Fiind sursa fundamentală a grației divine către omenire, el este numit și al-ghawth (salvatorul). Șiiții au văzut aici referința către Imamat. Sufiții au văzut aici referința către oricare dintre cei ”treziți” spiritual.    
Al-Tirmidhi a rămas totuși aparte față de sufismul popular. Sistemul său teosofic în întregime nu a exercitat vreo influență, fiind considerat prea complicat și subtil. Ibn Arabi este unul dintre savanții remarcabili care i-au preluat ideile, uneori chiar ca punct de plecare pentru a-și expune propriul sistem de gândire (în cazul lui Ibn Arabi, este vorba despre tratatul Futuhat al-Makkiyya - Revelațiile Meccane). Un al doilea exemplu celebru îl constituie Al-Ghazali, care utilizează câteva din conceptele lui Al-Tirmidhi în lucrarea sa Ihya' Ulum al-Din sau Ihya'u Ulumiddin (Renașterea științelor religioase).     
Al-Tirmidhi a fost un precursor al mișcării de ”renunțare” și ascetism din Iran (karramiyya), în ciuda provenienței sale dintr-o familie respectabilă, și fiiind posesor al unei avuții peste medie.      

### Listă a operelor publicate
- al-Masa'il al-maknuna: Problemele ascunse
- Adab al-nafs: Disciplinarea ego-ului
- Adab al-muridin: Etica pentru căutătorii lui Dumnezeu
- al-amthal min al-kitab wa al-sunna: Exemple din Qur'an și Sunna
- Asrar mujahadat al-nafs: Secretele luptei împotriva ego-ului
- `Ilm al-awliya': Cunoașterea protectorilor
- Khatm al-wilaya: Sigiliul protectorilor
- Shifa' al-`ilal: Vindecarea defectelor
- Kitab manazil al-`ibad min al-`ibadah, aw, Manazil al-qasidin ila Allah: Cartea pozițiilor adoratorilor în relație cu venerația sau Pozițiile călătorilor întru Dumnezeu
- Kitab ma`rifat al-asrar: Cartea cunoașterii secretelor
- Kitaba al-A`da' wa-al-nafs; wa al-`aql wa al-hawa: Cartea inamicilor: egoul, mintea și dorințele deșarte
- al-Manhiyyat: Interdicțiile
- Nawadir al-usul fi ma`rifat ahadith al-Rasul: Rarele surse ale religiei privind cunoașterea spuselor Profetului
- Taba'i` al-nufus : wa-huwa al-kitab al-musamma bi al-akyas wa al-mughtarrin: Caracterele diferite ale sufletelor, sau: Cartea celor inteligenți și a celor înșelați
- al-Kalam `ala ma`na la ilaha illa Allah: Discurs asupra înțelesului expresiei "Nu există alt zeu în afară de Dumnezeu"